# Noce (frutto)

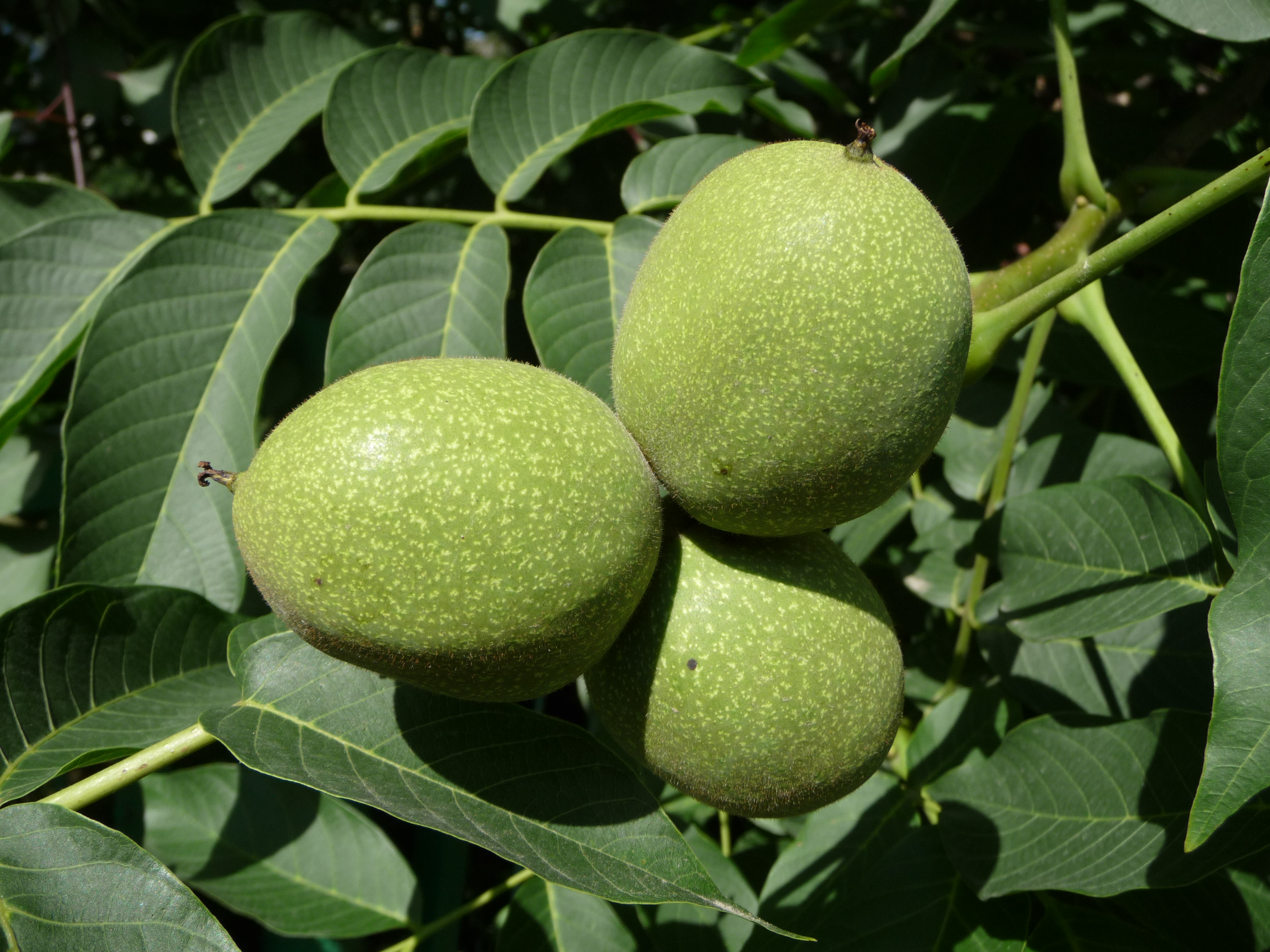
Frutto della Juglans regia

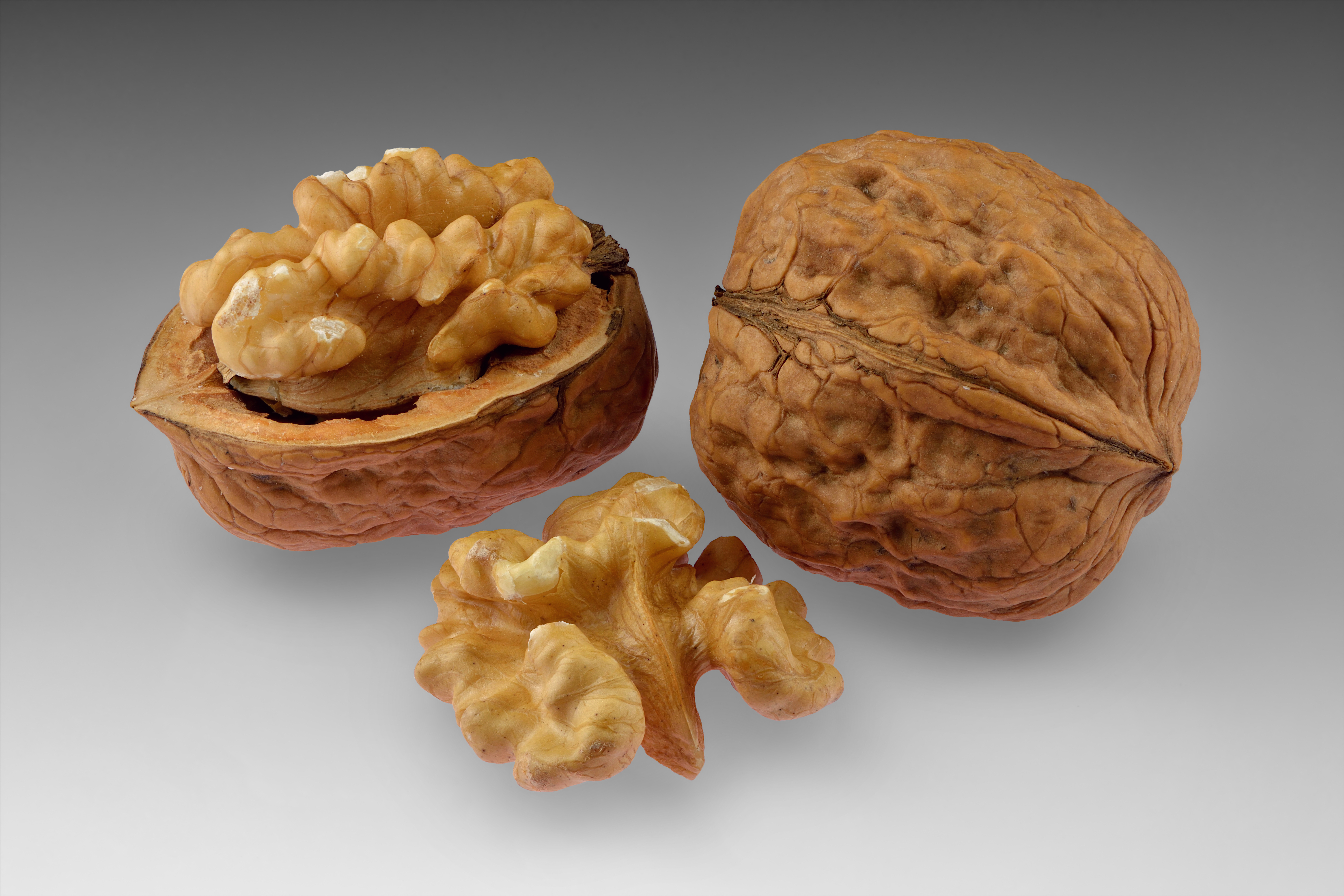
Noci – una intera, una aperta e una con il gheriglio esposto.

La noce è il frutto degli alberi del genere Juglans, spesso riferito al Juglans regia.

## Caratteristiche

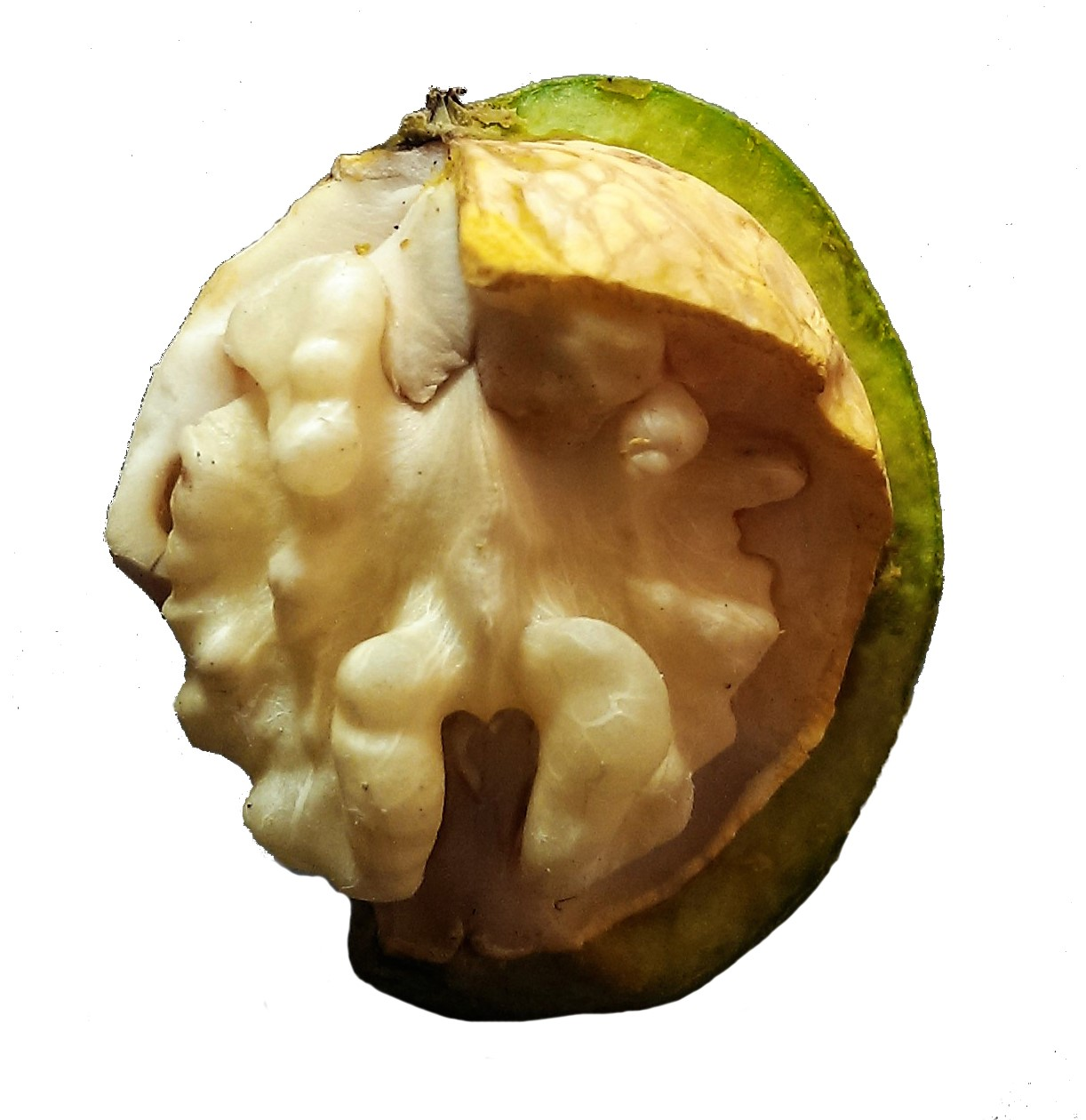
Sezione di una noce.

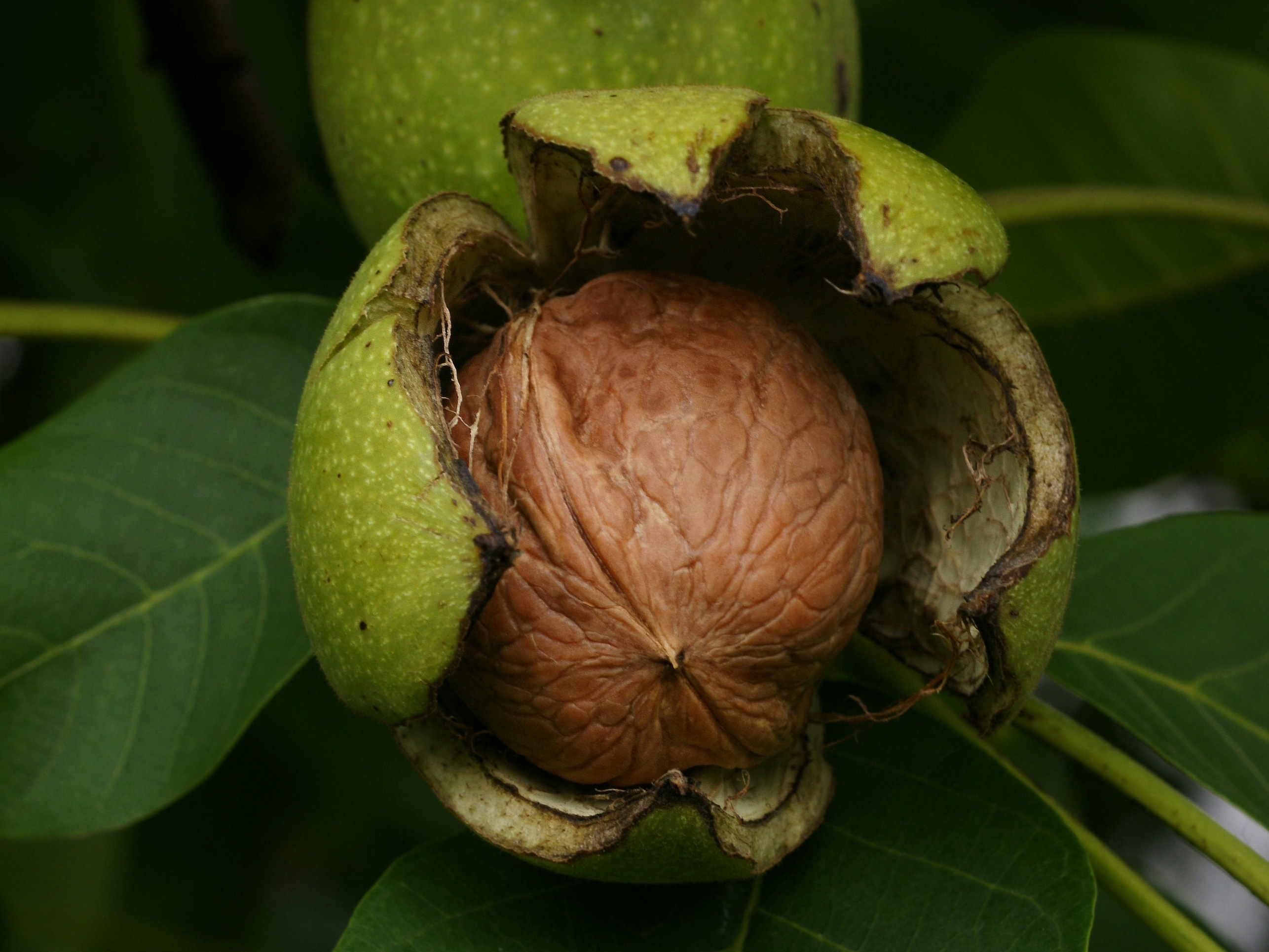
Guscio di noce dentro la consueta buccia verde della drupa.

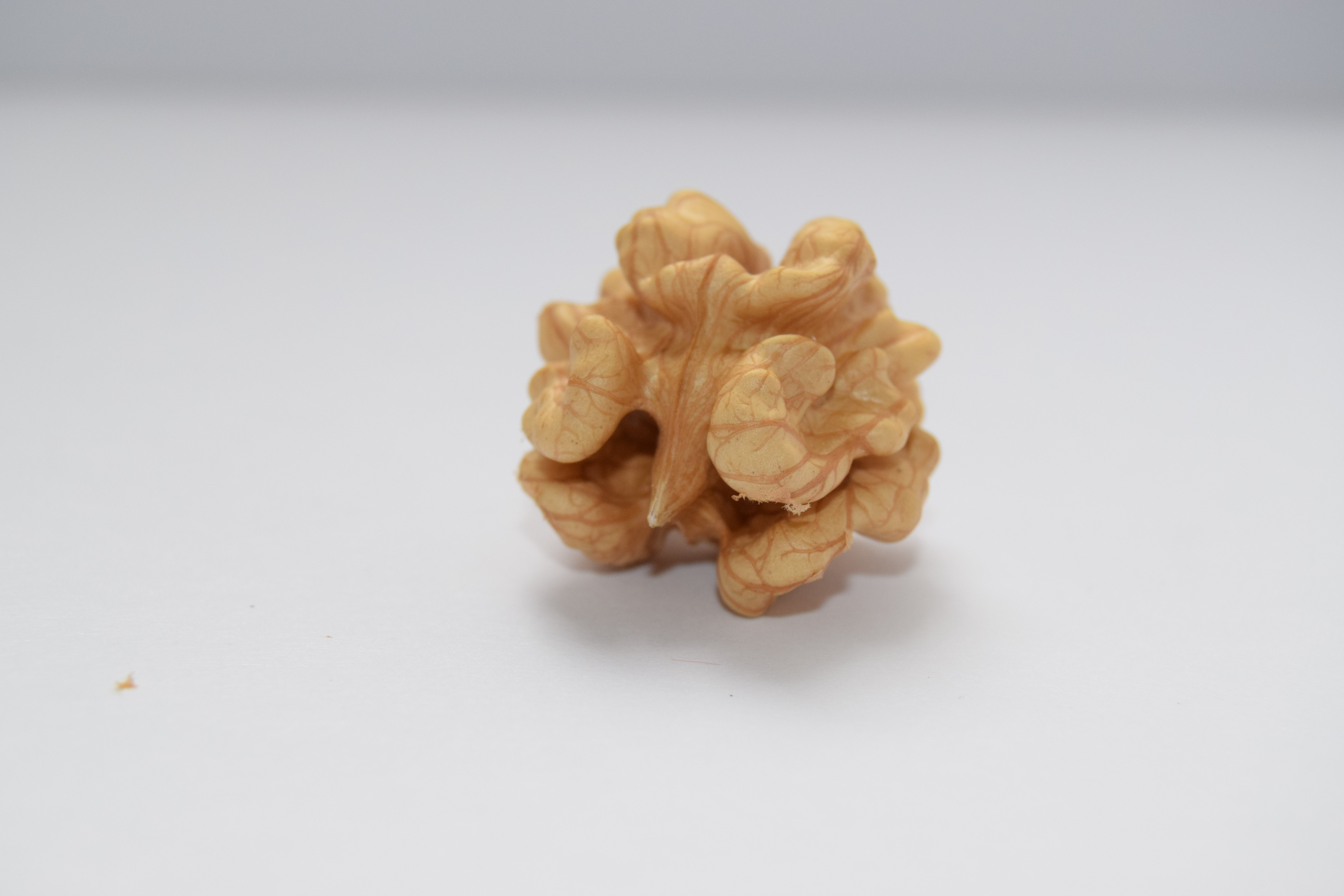
Un gheriglio di noce.

La parte generalmente ritenuta commestibile è il seme contenuto nella drupa (anche se la sua classificazione botanica è dibattuta, e da alcuni identificata come noce), ricoperto da un endocarpo legnoso, ed è noto come gheriglio, a sua volta suddiviso in due sezioni simmetriche dal setto internocciolare.

## Tipi
Le due specie di noce da frutto più comuni sono la Juglans regia e la Juglans nigra. La prima ha origini persiane, mentre la seconda proviene dal Nord America. Numerose cultivar di noce sono state commercializzate, quasi tutte ibridi della Juglans regia.
Altre specie includono la J. California (variante californiana della J. nigra), la J. cinerea e la J. major (diffusa principalmente in Arizona).

## Produzione
Nel 2014, la produzione mondiale di noci è stata di 3,354 milioni di tonnellate, con la Cina primo produttore (46%). Gli altri maggiori produttori sono, nell'ordine: Stati Uniti d'America (15%), Iran (12%), Turchia (5%), Messico (3,8%) e Ucraina (3%).
La media mondiale di rendimento delle colture da noce nel 2014 è stata di circa 3,17 tonnellate per ettaro. Il rendimento migliore si riscontra nei paesi dell'Europa orientale, con Slovenia e Romania che producono circa 19 tonnellate per ettaro.
Gli Stati Uniti sono il maggior paese esportatore di noci, seguito dalla Turchia. Il 99% delle noci di provenienza statunitense viene prodotto nella Central Valley californiana.
| Posizione | Paese       | Produzione (milioni di tonnellate) |
| --------- | ----------- | ---------------------------------- |
| 1         | Cina        | 1,535                              |
| 2         | Stati Uniti | 0,518                              |
| 3         | Iran        | 0,403                              |
| 4         | Turchia     | 0,181                              |
| 5         | Messico     | 0,126                              |
|           | Mondo       | 3,354                              |

| Posizione | Paese       | Produzione (milioni di tonnellate) |
| --------- | ----------- | ---------------------------------- |
| 1         | Cina        | 0,718                              |
| 2         | Stati Uniti | 0,326                              |
| 3         | Iran        | 0,220                              |
| 4         | Turchia     | 0,147                              |
| 5         | Ucraina     | 0,078                              |
|           | Mondo       | 1,958                              |

## Utilizzo

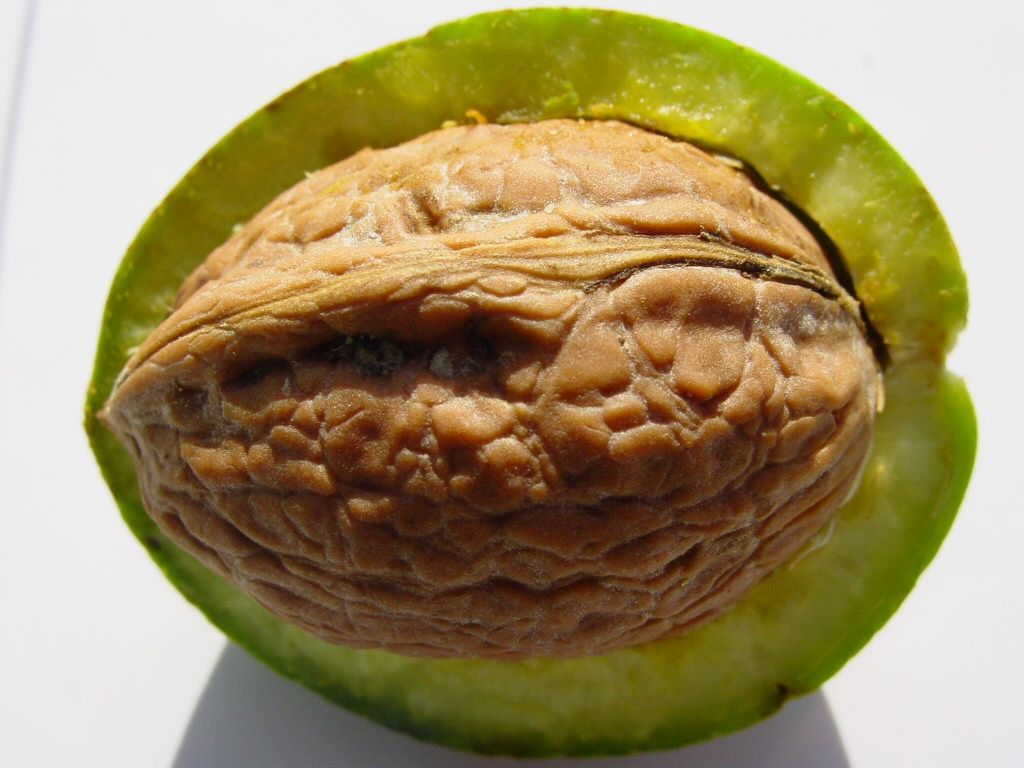
La noce è una drupa il cui pericarpo non è commestibile.

### Pittura e decorazioni
Dalla parte carnosa della buccia, il  mallo, si estrae un succo che macchia e che viene utilizzato in tintoria. Le tinture al mallo di noce hanno delle sfumature fulve e brune, molto solide, si applicano con il pennello su legno bianco e secco per dargli una parvenza di noce; esse virano al nero grazie al solfato di ferro o prendono riflessi vivaci con l'allume. Vengono preparate con mallo ben maturo, che si stacca facilmente dalla buccia, e che viene posto in un recipiente coperto di acqua, ove si conserva anche più di un anno, emanando tuttavia un forte odore. L'impiego avviene utilizzando il mallo così conservato in acqua, facendolo bollire in acqua per due ore in rapporto di 150-200 grammi di mallo per litro di acqua e lasciandolo poi raffreddare, riponendolo infine in bottiglie, pronto per l'uso..
Oggi la terra di Cassel tende a rimpiazzare il mallo di noce per il suo costo più contenuto e per le sue buone caratteristiche. Talvolta esso viene commercializzato abusivamente come estratto di mallo.

### Alimentazione
- Le noci fresche o secche possono essere consumate direttamente come frutta secca, rompendone il guscio.
- I gherigli possono essere utilizzati in cucina per insaporire insalate, dolci ma anche per preparare delle confetture. Le noci entrano inoltre nella composizione di numerosi alimenti trasformati: pane alle noci, formaggio alle noci, miele alle noci, confetture, liquori, aperitivi, ecc.
- Dalla noce si estrae anche, per pressione e riscaldamento, l'olio di noci con un rendimento di circa il 50% con la pressatura corrente, cioè per ogni 10 kg di gheriglio si possono ottenere fino a cinque litri di olio. Si tratta di un olio di buona qualità, al gusto di noce cotta talvolta pronunciato a seconda della quantità di calore applicata e dalle proprietà nutrizionali benefiche (molti acidi grassi tipo Omega-3 per un po' di acidi grassi di tipo Omega-6).
- Si fa anche il "vino di noci", così come il mallo di noce entra nella preparazione dei numerosi tipi di Nocino, bevuti in genere come digestivi.
- I gusci di noci possono essere utilizzati come combustibile, le foglie e i castoni (fiori maschi) possono essere utilizzati nella preparazione di alcolici o di decotti e la noce verde può entrare nei condimenti.
- Le noci verdi raccolte nel mese di luglio servono a preparare delle confetture[9] o intere noci candite[10], consumate in particolare in Romania, Armenia, Grecia e Turchia.
- Estratto di mallo: essendo il mallo un astringente, esso viene impiegato contro le diarree e i dolori di stomaco e viene preparato con il solo mallo, senza aromatizzanti, ma spesso insieme al gheriglio intero della noce verde, alla macerazione del quale si aggiunge zucchero e aromatizzanti
- Le noci verdi raccolte nel mese di giugno servono a preparare le noci in salamoia.
- Le noci hanno la tendenza a irrancidire in pochi mesi e ad ammuffire, se l'umidità è troppo elevata. È quindi inutile farne una provvista troppo grande. È possibile conservarle da uno a due anni in una gabbietta su carta da giornale in un ambiente secco, fresco (meno di 10 °C) e aerato, a condizione di averle raccolte dalla loro caduta dall'albero e mescolandole periodicamente durante il periodo di seccaggio.
- I residui solidi del trattamento a pressione possono essere utilizzati come mangime per il bestiame.
- Falegnameria: il legno di noce è un legno di qualità per la falegnameria e l'ebanisteria. In questo caso si utilizza essenzialmente la Juglans regia, ma anche la Juglans nigra (noce nero americano), ma specie ibride di juglans-nigra con legno più chiaro vengono parimenti utilizzate.